# Menschenfloh
Der Menschenfloh (Pulex irritans), oft auch nur kurz Floh genannt, ist ein blutsaugendes Insekt aus der Ordnung der Flöhe (Siphonaptera).

## Merkmale

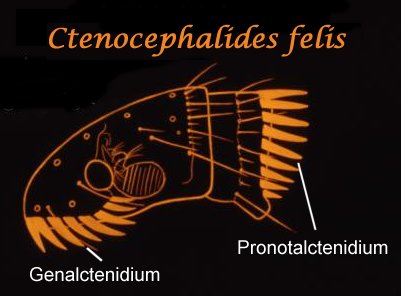
Schemazeichnung des Kopfs des Katzenflohs (Ctenocephalides felis). Die Ctenidien fehlen beim Menschenfloh

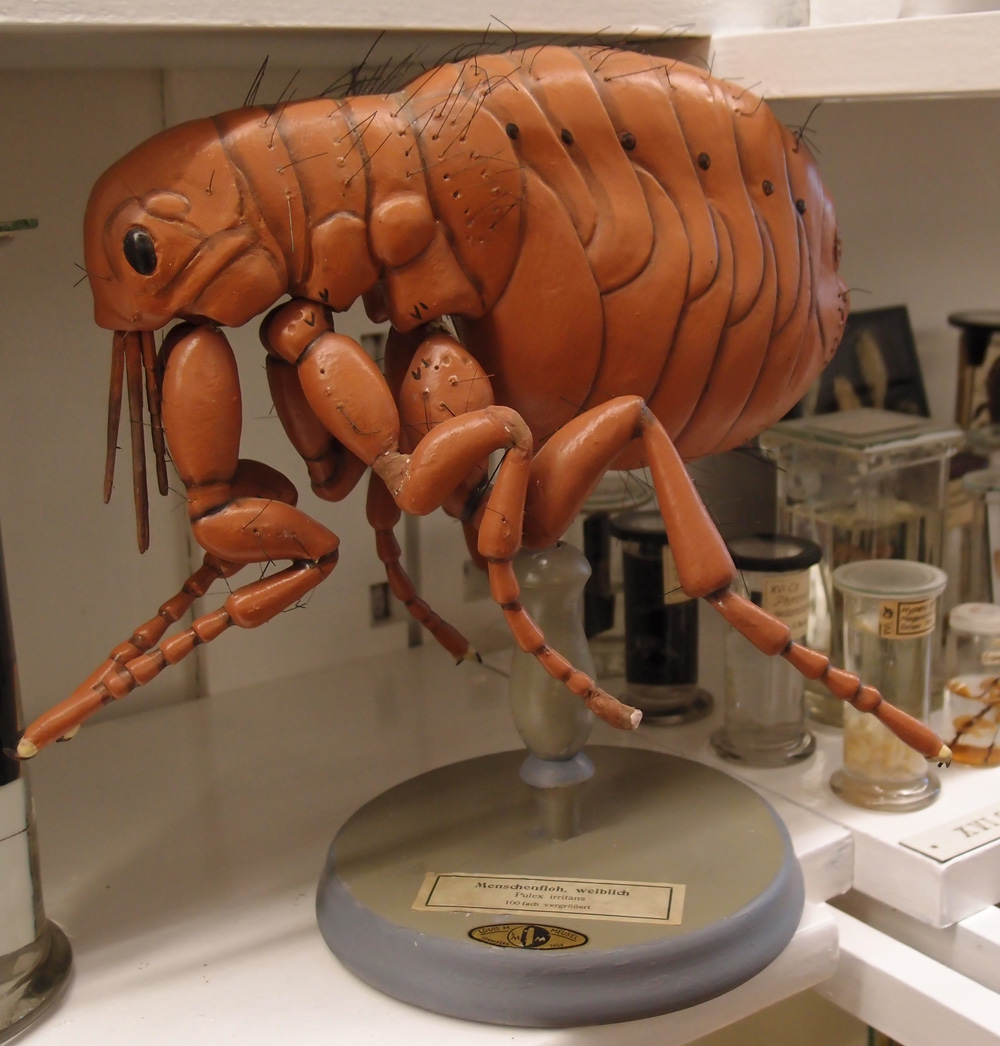
Modell eines weiblichen Menschenflohs, Zoologische Sammlung Rostock

Der Menschenfloh besitzt die generelle Körpergestalt der Flöhe und ist auf den ersten Blick nur schwer von anderen Floharten unterscheidbar. Wie die meisten Flöhe ist er gelblich bis gelbbraun gefärbt, flügellos mit Sprungbeinen, seitlich abgeflacht mit sehr stabilem Exoskelett (stark sklerotisiert). Weibchen der Art erreichen etwa 2,5 bis 3,5 Millimeter Körperlänge, die etwas kleineren Männchen nur 2 bis 2,5 Millimeter. Im Gegensatz zu vielen anderen Flöhen fehlen sowohl an den Wangen (Genae), der Unterkante des Kopfs unterhalb der Augen, wie auch am Hinterrand des Halsschilds (Pronotum) die Zahnkämme oder Ctenidien, das sind Reihen aus sehr auffälligen, starken, meist dreieckig geformten Dornborsten. Wichtig für die genaue Bestimmung der Gattung ist die Gestalt der schwer sichtbaren Antennen. Diese sind kurz und können in eine Grube eingelegt werden, die hinter dem Auge liegt. Bei der Gattung Pulex ist die Endkeule der Antennen asymmetrisch geformt, ihr erstes Glied blattförmig verbreitert, ihre Spitze überragt den Rand des Auges.
Von anderen Floharten ohne Ctenidien, die im Zusammenhang mit dem Menschen und seinen Haustieren verbreitet auftreten, kann der Menschenfloh so unterschieden werden: Beim Hühnerfloh (oder auch Hühnerkammfloh) Echidnophaga gallinacea ist der Vorderrand des Kopfs bei Ansicht von der Seite eckig gewinkelt, nicht abgerundet wie beim Menschenfloh. Schwerer ist die Unterscheidung vom Rattenfloh oder Pestfloh (Xenopsylla cheopis), der aber in Mitteleuropa nur selten auftritt. Bei diesem sind die Mesopleuren (ein Sklerit an der Seite des mittleren Rumpfsegments) durch eine verstärkte Leiste scheinbar zweigeteilt, außerdem ist die Okularborste, eine kleine Borste im Bereich der Augen, vor dem auffälligen, knopfförmigen Auge ansitzend, nicht unterhalb von diesem wie beim Menschenfloh. Auch die Gattung Tunga, mit dem Sandfloh Tunga penetrans, ist ähnlich. Beim Menschenfloh sind die Rumpfsegmente bei Ansicht von der Seite untereinander etwa gleich groß, außerdem ist bei Tunga die Antenne kürzer, ihre Spitze überragt nicht das Auge.

## Vorkommen
Der Menschenfloh kommt weltweit vor. Da alle verwandten Arten der Gattung Pulex in Amerika leben und aus den meisten Teilen der Welt keine alten fossilen oder subfossilen Überreste gefunden worden sind, ist die vorherrschende wissenschaftliche Ansicht, dass die Art ursprünglich nur in Amerika verbreitet war und erst vom Menschen weltweit verschleppt wurde. Ein weithin akzeptiertes Modell sieht den Übergang auf den Menschen in Südamerika, wo der Mensch durch die Domestizierung des Meerschweinchens (Cavia porcellus) erstmals in engeren Kontakt mit dem Parasiten geriet. Von hier wäre er, durch kulturellen Kontakt von Menschengruppen, über die Beringstraße (oder möglicherweise auch andernorts über Bootsverkehr) in die Alte Welt eingeschleppt und dort verbreitet worden. Der Menschenfloh gehört zu den mobilen Floharten, die zwar zur Fortpflanzung und Entwicklung der Larven auf ein Lager, einen Bau oder ein Nest angewiesen bleiben, aber als Imagines als Ektoparasit auf ihrem Wirt leben und daher von diesem leicht verschleppt werden können, sobald direkte Kontakte bestehen.
Überreste von Flöhen sind in archäologischen Ausgrabungen eher selten. Sie liegen aus präkolumbianischen indianischen Gräbern aus Süd-Peru vor, die auf etwa 1000 v. Chr. datiert werden. Nimmt man die Domestizierung des Meerschweinchens, die möglicherweise bereits 7000 vor Christus, aber wahrscheinlich spätestens etwa 5000 vor Christus erfolgte, als Startpunkt, ist es bemerkenswert, dass bereits für das europäische Neolithikum, etwa 3000 vor Christus, die ersten Nachweise des Menschenflohs aus der Alten Welt vorliegen.
Bemerkenswert ist auch der Fund in der Arbeitersiedlung im ägyptischen Amarna, die nur etwa 25 Jahre lang, im Zeitraum etwa zwischen 1350 und 1323 vor Christus, besiedelt war. Hier wurden in einem Gräberfeld die Überreste von 35 Menschenflöhen (und einem Katzenfloh) gefunden, was die verbreitete Präsenz der Art in Nordafrika bereits zum Ende des 2. Jahrtausends vor Christus beweist.
Da der Mensch die einzige Primaten-Art ist, die von Flöhen befallen wird, ist es extrem unwahrscheinlich, dass der Mensch der primäre Wirt des Parasiten sein kann, der Ausdruck „Menschen“floh führt also etwas in die Irre. Als Wirte neben dem Menschen und dem Nagetier Meerschweinchen sind bekannt: Schweine, etwa auch die südamerikanischen Nabelschweine (Pekaris) und das Hausschwein, zahlreiche Raubtiere, insbesondere Füchse; beim Rotfuchs (Vulpes vulpes) ist er die zweithäufigste Flohart, beim amerikanischen Swiftfuchs (Vulpes velox) die häufigste. Insgesamt ist eine Vielzahl von zumindest gelegentlich befallenen Wirtsarten bekannt, darunter neben zahlreichen Nagetieren bemerkenswerterweise mit dem (höhlennistenden) Kaninchenkauz (Athene cunicularia) eine Vogelart.
Der Menschenfloh tritt verbreitet auch auf Haustierarten auf, neben Hausschweinen sind auch Hausziegen und selten Hauskatzen als Wirt nachgewiesen. Der Haushund ist neben den Schweinen einer der wichtigsten Wirte: Weltweit sollen etwa 10 Prozent der Hunde von dieser Art befallen sein.
In Mitteleuropa ist der Menschenfloh selten geworden. Viel häufiger werden Menschen vom Katzenfloh (Ctenocephalides felis) oder auch vom Hundefloh (Ctenocephalides canis) befallen.

## Ernährung
Als Nahrung saugt er Blut, kann jedoch auch bis zu einem Jahr ohne eine Mahlzeit auskommen. Für den Stich werden feuchtwarme Regionen am Körper bevorzugt. Ein einziger Floh kann meist zur Nacht in kurzer Zeit den ganzen Körper mit Stichen übersäen. Normalerweise nimmt der Floh pro Tag eine Blutmahlzeit zu sich. Dabei nimmt er wenn möglich oft das Zwanzigfache seines Eigengewichtes auf. Ein Teil des angedauten Blutes wird kurz danach wieder ausgeschieden.
Die Flohstiche sind gelegentlich in einer Reihe angeordnet; man spricht auch von Flohstraße.

## Entwicklung
Die Entwicklung des Menschenflohs verläuft über die Stadien Ei, Larve, Puppe und Imago. Ein solcher Zyklus dauert meist von einigen Wochen bis hin zu acht Monaten.

### Eiablage
Die erste Begattung erfolgt etwa 8 bis 24 Stunden nach einer Nahrungsaufnahme. Etwa einen Tag nach der Begattung beginnen die weiblichen Flöhe mit der Eiablage. Ein Weibchen legt pro Tag jeweils etwa 50 Eier, die wahllos auf dem Wirtsorganismus abgelegt werden. Sie sind weich, oval, hell, nur etwa ½ mm groß und besitzen keine klebrige Außenhülle, weshalb sie jederzeit vom Wirtskörper abfallen können.

### Junglarven
Die Junglarven schlüpfen etwa 2 bis 14 Tage nach der Eiablage und verstecken sich vorzugsweise in Teppichen, auf Fußböden vor allem an den Ecken und den Wandbereichen in der Nähe der Heizung, in Polstermöbeln, Kissen, Matten und Matratzen. Das von einem Floh angedaute und wieder ausgeschiedene Blut dient den 5 mm langen, weißen, fadendünnen Larven als Futter, da sie noch nicht saugen können.

## Schadwirkung
Als typische Reaktion eines Flohstiches entstehen beim Menschen kleine Papeln. Diese haben eine rote Färbung, sind meist hart, leicht erhöht und üben einen mehr oder minder starken Juckreiz aus. Durch Aufkratzen dieser Papeln kann es zu Sekundärinfektionen kommen.

## Menschenfloh als Krankheitsüberträger
Der Menschenfloh kann beim Blutsaugen gelegentlich auf mechanischem Wege die Erreger des Fleckfiebers und der Beulenpest übertragen. Die Übertragung erfolgt durch den Kontakt der Flohexkremente oder des kontaminierten Flohkörpers (Saugrüssel) mit der Stichwunde. Weiterhin können Menschenflöhe Zwischenwirte für verschiedene Bandwurmarten wie z. B. den Gurkenkernbandwurm (Dipylidium caninum) sein und diese auch übertragen.
Eine Gruppe von Forschern an der Universität Marseille um Didier Raoult vertritt die Ansicht, dass bei Wirtswechsel auch der Menschenfloh neben der Kopflaus (Pediculus humanus capitis) und der Kleiderlaus (Pediculus humanus humanus) als Überträger der Pest in Frage kommt, da alle diese genannten Parasiten Pestbakterien aufnehmen können. Einige Forscher stellen das gesamte zeitweise weithin als Standard akzeptierte Modell, die Pest wäre durch die Hausratte und ihren Parasiten Rattenfloh (Xenopsylla cheopis) auf den Menschen übertragen worden, und diese bildeten das wesentliche Reservoir für das Überleben des Pesterregers zwischen den Epidemien, nun in Frage. Ihren Schlussfolgerungen nach wäre der Menschenfloh der wesentliche Vektor der Pest im antiken und mittelalterlichen Europa gewesen, während der Rattenfloh eher in Zentral- und Ostasien bedeutsam sei. Eine Schwierigkeit der Hypothese ist, dass der Erreger vom Menschenfloh weitaus weniger leicht als vom Rattenfloh auf den Menschen übergeht, weil es bei diesem nicht zur Blockade des Darms kommt, wodurch große Mengen Bakterien beim Stechvorgang ins Blut übergehen. Seine Bedeutung als Vektor für die Krankheit wurde für Regionen, in denen die Pest heute noch endemisch ist, wie das afrikanische Tansania, aber sehr wahrscheinlich gemacht. Bedeutsam ist, dass Menschenflöhe die Krankheit direkt von Mensch zu Mensch übertragen können, ein Zwischenwirt wie die Hausratte ist nicht erforderlich.